# 程嶋しづマ
程嶋 しづマ（ほどしま しづま、1973年3月28日 - ）は、日本の男性俳優、声優。千葉県出身。血液型はO型。
本名、旧名は程島 鎮磨（読みは同じ）。

## 経歴・活動
高校入学後、同級生の強い誘い・依頼から演劇部に入部し演劇を始める（しかし、その同級生は部活決定の期日直前に別の部に入部することを決め、結果独りで演劇部に入部することになった）。
桐朋学園短期大学演劇専攻卒業。卒業後、劇団シェイクスピア・シアターに所属し、1997年に退団。退団後は2008年までM.T.プロジェクト、2009年8月から2016年6月まで
ケッケコーポレーションに所属していた。
ポーカー・テキサスホールデムのイベントを開催する団体が手掛ける演劇ユニット・聖地ポーカーズで2016年8月上演の舞台『Dice or Scythe』に初出演、その後2017年1月上演『ブレメン』より同団体の構成メンバーとなった。橋本達也・早川剛史と共に『トリプルH』という役者ユニットを結成し、舞台公演やイベントなどで活動。
また、2005年以降、演劇ユニット・R:MIXプロデュースの公演の出演機会が多く、R:MIX主宰の町田誠也によると、舞台中の難しい設定や背景などを持ち味の透き通った声で滑らかに説明する役割を含んだ役が中心だったという。2008年に開催されたTHE BLACK MAGESのライブ『Darkness and Starlight』のオペラパートに出演したり、Webテレビに出演するなど、R:MIXが関連するイベントにも参加している。
劇団ジャングルベル・シアターでも、2007年秋公演『草薙の風』で初の客演、その後2011年冬公演『悟らずの空』、2013年春公演『天満月のネコ』以降、2018年1月に解団という形で座長の浅野泰徳の個人運営の団体に変更するまで同劇団の本公演に継続して客演していた。
声優としても活動し、2007年に発売されたニンテンドーDS版以降、『ファイナルファンタジーIV』の主人公であるセシル・ハーヴィ役を務めるほか、深作欣二がイベントCGムービー監督を務めたゲーム『クロックタワー3』（2002年発売）のデニス・オーヴェン役をオーディションで勝ち取っており、モーションキャプチャーにも挑戦した。

## 人物・エピソード
芸名は2005年頃に現在のものに改名したと思われ、本名で活動していた当時に姓名判断をしたところ、「凶」「大凶」のみの結果が出てしまい、「鎮磨」をひらがなやカタカナのみに変えて判断をしても良い結果が得られず、その後冗談で試した「しづマ」が非常に良い結果だったため、そのまま芸名とした。
2015年に上演された『ゴールデン バード バラード』出演時、空飛ぶ猫☆魂主宰の西永貴文は同ユニットのブログで程嶋に対し「全て細部まで計算された演技が素晴らしく、誰にも真似できない芝居をされます。今回、程嶋さんの役（ヤクザ）がドはまりしていると思っているのですが、本人はこういう役をやったことがないと言ってまして。それはそれで凄すぎると感じるのであります。」と評した。
また、同舞台で共演した長戸勝彦は公演終了後自身のブログで「笑いのツボも、泣きのツボも、突っ込みのツボも知ってる 何でもできちゃうから器用に見えるけど失敗しながら見つけていく努力の人なんだよね」とコメントしている。

## 出演
太字はメインキャラクター。

### 舞台
- じゃじゃ馬ならし
- 十二夜
- ジョン王
- ヘンリー八世
- マクベス
- 真夏の夜の夢
- 間違いの喜劇
- 冬物語
- アテネのタイモン
- 黒い奴ら
- ロス・タラントス
- 夢の海賊
- 言葉・アイヒマンを捕まえた男
- THE WINDS OF GOD（2004年）
- かくも優しき孤独
- 笑う女 笑われる男
- 魔宮の薔薇
- 魔界の都
- 魔王降臨 Live SIDE＆Evil SIDE（2006年8月31日-9月3日）[17] - シーザ＝ストレイボウ 役[18]
- ストラルドブラグ〜魔神邂逅〜（2007年）
- 草薙の風
- 希望戦隊 カルメンジャー 第18話「嘘から出た真」の巻
- 飛行機雲〜DJから特攻隊へ愛を込めて〜2008〜
- 魔王転生
- ピューパルメモリ
- and so on #01 memory
- イマーゴメモリ
- ケッケ朗読公演 『太陽がいっぱい』
- ラフカット2010 『it's a smoke world』
- 悟らずの空
- 好蝶れんげ First Live 好蝶れんげの世界。
- ケッケフェスタ2011 ミュージカル『11ぴきのネコ』（2011年11月2日-3日、OMEGA TOKYO）
- 進戯団夢命クラシックス#11『Lullaby』（2011年11月9日-13日、SPACE107）
- RxR『虹色の輪舞曲〜ロンド・デュ・ラルカンシェル〜（8枚の金貨）』（2012年1月25日-29日、SPACE107）
- 劇団CORNFLAKES『体感季節』（2012年5月24日-29日、中目黒キンケロ・シアター）
- ぱるエンタープライズ公演VOL.30『淑女のお作法』（2012年7月14日-16日、TACCS1179）
- ジャングルベル・シアター2013年春公演『天満月のネコ』（2013年3月27日-31日、大塚萬劇場）
- ジャングルベル・シアター2013年冬公演『八福の神』（2013年12月11日-15日、池袋シアターグリーン・BASE THEATER）
- KREVAの新しい音楽劇『最高はひとつじゃない2014』（2014年1月28日-2月2日、シアタークリエ）
- R:MIX『魔〜エクリップス〜蝕』（2014年3月26日-30日、中目黒キンケロ・シアター）
- （株）酔いどれ天使 第1期株主総会 『エンジェル・ガーディアン』（2014年4月16日-20日、ウエストエンドスタジオ）
- ジャングルベル・シアター2014年初夏公演『ヒュウガノココロ』（2014年6月25日-29日、大塚萬劇場）
- ワイアールジャパンプロデュース『拳聖』（2015年1月15日-18日、シアターサンモール）
- ワイアールジャパンプロデュース『隣人の奏でる和音』（2015年2月11日-15日、小劇場てあとるらぽう）
- ジャングルベル・シアター2015年春公演 〜20周年記念〜 『おとぎ夜話〜特別編〜（大黒天）』（2015年4月15日-20日、池袋シアターグリーン・BASE THEATER）
- 空飛ぶ猫☆魂 #4 『ゴールデン バード バラード』（2015年10月7日-12日、シアターブラッツ）
- ジャングルベル・シアター20周年公演 『悟らずの空 2015』（2015年11月18日-24日、池袋シアターグリーン・BIG TREE THEATER）
- KREVAの新しい音楽劇『最高はひとつじゃない2016 SAKURA』（2016年3月25日-4月3日、東京芸術劇場プレイハウス、2016年4月8日-4月10日、森ノ宮ピロティホール）
- 聖地ポーカーズ『Dice or Scythe』（2016年8月5日-11日、ラゾーナ川崎プラザソル）
- すわいつ企画第2案 東京カンカンブラザーズさんとコラボしてみてはどうだろう公演『心優しき野郎ども』（2016年9月27日-10月2日、テアトルBONBON）
- ジャングルベル・シアター2016年冬公演『リヒテンゲールからの招待状』（2016年12月8日-13日、劇場MOMO）
- 聖地ポーカーズTRAD『ブレメン』（2017年1月27日-29日、赤坂CHANCEシアター）
- 聖地ポーカーズ魄/hack『舞台版「ハコオンナ」』（2017年8月9日-13日、築地本願寺ブディストホール）
- 聖地ポーカーズTRAD・黒帯三昧『ブレメン』（2017年11月17日-19日、赤坂CHANCEシアター）
- THE 黒帯 × 聖地ポーカーズTRAD 『TRUCE』（2017年12月13日-17日、シアターブラッツ）
- わらかどプロデュースVol.6『THE TRAIL』（2018年3月6日-11日、テアトルBONBON）
- RINCO PRODUCE STAGE『リミット・オブ・タイムラグ』（2018年10月5日-14日、CBGKシブゲキ!!）
- 聖地ポーカーズ Act of CTHULHU『HOPELESS』（2019年4月3日-9日、築地本願寺ブディストホール）
- Cosotto mix vol.2『怪談 短編3作品』（2019年7月6日-7日、曹洞宗正洞院）
- 進戯団夢命クラシックス15周年記念公演#23『Lullaby』（2019年10月3日-6日、シアターサンモール）
- VAGUENIGMA Project公演『VAGUENIGMA-the Fates Zero- 三淑女の纒綿ダイアリーズ』（2023年10月19日-29日、上野ストアハウス）[19]
- 大統領師匠vol.16『ノーザンライツvsメキシカンギャング』（2024年2月17日 - 25日、「劇」小劇場 ）[20]

他多数

### 実写（CS放送）
- 彼女に見える現実／彼に見える現実

### テレビアニメ
2000年
- ドキドキ♡伝説 魔法陣グルグル（戦士、クロコ、ザイマン）
- ブギーポップは笑わない Boogiepop Phantom（城之内久志）

2003年
- DEAR BOYS（小原充）

2009年
- GA 芸術科アートデザインクラス（生徒）

2010年
- 薄桜鬼（薩摩藩士）
- 薄桜鬼 碧血録（浪人）

2012年
- 爆TECH!爆丸（マスター・オドレ）

2014年
- カードファイト!! ヴァンガードG（男子生徒）

### ゲーム
2002年
- クロックタワー3（デニス・オーヴェン）

2007年
- ファイナルファンタジーIV（ニンテンドーDS版）（セシル・ハーヴィ）

2008年
- ディシディア ファイナルファンタジー（セシル・ハーヴィ）

2010年
- ゼノブレイド（アルヴィース）

2011年
- ディシディア デュオデシム ファイナルファンタジー（セシル・ハーヴィ）

2013年
- 乙女的恋革命★ラブレボ!!100kgからはじまる→恋物語（シノブ）

2014年
- サウザンドメモリーズ（聖夜の主役リード）
- ファイナルファンタジー エクスプローラーズ（セシル・ハーヴィ）

2015年
- ディシディア ファイナルファンタジー（セシル・ハーヴィ）
- サウザンドメモリーズ（若傑の軽業師グリン）

2017年
- キズナストライカー!（文生なぎさ）
- ディシディア ファイナルファンタジー　オペラオムニア（セシル・ハーヴィ）

2018年
- ディシディア ファイナルファンタジー NT（セシル・ハーヴィ）
- モンスターストライク（セシル・ハーヴィ）
- ワールド オブ ファイナルファンタジー マキシマ（セシル）

2019年
- 戦斧走破DASH（ぱらおせんにん）
- ファイナルファンタジー ブレイブエクスヴィアス（聖騎士セシル）
- 鬼ノ哭ク邦（トレイズ）

2020年
- ゼノブレイド ディフィニティブ・エディション（アルヴィース）

2022年
- ライブアライブ（ストレイボウ）

2023年
- ゼノブレイド3（アルファ）

### 番組ナレーション
- 浦島家族
- おさるの私をボディボードに連れてって

### ボイスオーバー
- ペットフレンド

### CMナレーション
- ロッテ
- キーコーヒー
- 前田建設
- 産經新聞
- 暮らしのデザイン
- セガ

他多数

### 企業VP
- リクルート
- ライフ[30]

### Web
- フォー・ザ・モーターファン 2020（カエル先生）[31]
- 大学受験倶楽部　ザ・ドリル機能紹介[32]
- やさいぬファクトリー （ぱらおせんにん）[33]

### ドラマCD
- ハコオンナドラマCD（ナレーション・中年訪問者）

### BLCD
- 薔薇色の人生（宗谷）